# 神奈川県立平塚支援学校
神奈川県立平塚支援学校（かながわけんりつ ひらつかしえんがっこう）は、神奈川県平塚市寺田縄に所在する県立特別支援学校。

## 学部
- 小学部
- 中学部
- 高等部

## 沿革
- 1969年（昭和44年）4月1日 - 開校[1]
- 1969年（昭和44年）8月8日 - 現所在地に移転[1]
- 1970年（昭和45年）4月1日 - 高等部設置[1]
- 1973年（昭和48年）6月23日 - プール完成[1]
- 1979年（昭和54年）4月1日 - 訪問教育を開始[1]
- 1988年（昭和63年）11月13日 - 文部大臣が優良PTAとして表彰[1]
- 2010年（平成22年）11月19日 - 知事が連携グループ進路指導班を表彰(職員功績賞)[1]
- 2011年（平成23年）11月14日 - 教育委員会が知的障害教育部門高等部生徒会を表彰[1]
- 2019年（令和元年）10月9日 - 創立50周年式典を行う[1]
- 2023年（令和5年）4月1日 - 学校名を平塚養護学校から平塚支援学校へ変更[2][3]

## クラブ活動

### 高等部
- バレーボール同好会[4]
- 陸上同好会[4]
- サッカー同好会[4]
- ティーボール同好会[4]
- 社会福祉研究会

## 著名な卒業生
- 中村勝雄（作家）[5]
- 木村英子（障害者運動家、参議院議員）

## 付近
- 花菜ガーデン[6]
- 平塚インターチェンジ
- 平塚市立金田小学校[7]
- 平塚市立金旭中学校[7]